# Rodrigo Maldonado de Talavera

Escudo familiar de los Maldonado.

Rodrigo Maldonado de Talavera (Talavera de la Reina, 1456 - Salamanca, 1517) fue un jurista, canciller de la Orden de Santiago y rector de la Universidad de Salamanca. Era conocido como Doctor Talavera, porque era oriundo de Talavera de la Reina, en donde su padre había sido alcalde y porque era Doctor en Leyes por la Universidad de Salamanca.
Fue catedrático de Derecho en la Universidad, de la que fue rector, y miembro del Consejo Real de Castilla. Como tal intervino en las conversaciones de paz que mantuvieron los Reyes Católicos con Alfonso VI de Portugal, tras la guerra por la sucesión del trono de Castilla. También fue uno de los firmantes del tratado de Tordesillas por parte castellana.
Bajo su patronazgo, se construyó la capilla de Talavera en el claustro de la Catedral de Salamanca. Empezó también la construcción, para su uso, de la Casa de las Conchas, que terminó, tras su muerte, su hijo Rodrigo Arias Maldonado. 

### Citas
1. ↑  Beltrán de Heredia: op. cit, pág. 130.
2. ↑   Carabias Torre: op. cit. pág. 24.
3. ↑  López-Cordón: op.cit. pp. 293 y ss.
4. ↑  Davenport, Frances Gardiner (1917). European Treaties Bearing on the History of the United States and Its Dependencies (en inglés). Clark, New Jersey: The Lawbook Exchange, Ltd. (publicado el 2004). ISBN 1-58477-422-3.